# Canicross
Il canicross è una versione della corsa campestre in cui si gareggia insieme a un cane. Questo sport, nato in Europa come forma di allenamento per i cani usati per trascinare le slitte, è diventato popolare come sport autonomo in tutto il continente, in particolar modo nel Regno Unito.
Il corridore deve essere legato a uno o due cani tramite una cintura collegata alla pettorina del cane attraverso una linea elastica; è inoltre presente un sistema di ammortizzazione che ha lo scopo di attutire gli strattoni. In nessun modo l'atleta deve trascinare il cane, nel qual caso incorrerebbe in penalità o squalifica, e quest'ultimo deve trovarsi davanti o tutt'al più a lato durante il tragitto della corsa. Per potere partecipare alle gare il cane deve essere in regola con le vaccinazioni e possedere l'apposito microchip o tatuaggio di riconoscimento.
Originariamente venivano impiegati i cani da slitta o di razza spitz come l'husky e il malamute, ma successivamente si è cominciato a utilizzare tutte le razze canine inclusi gli incroci, i piccoli terrier, fino ai cani di stazza più grossa come i rottweiler e i barboni.
Le competizioni sono regolate a livello internazionale dalla Federazione Internazionale Canicross (International Canicross Federation) che organizza, fra le altre sue competenze, i campionati europei e i campionati mondiali di canicross.